# Harald Hervig
Harald Hervig (ur. 31 marca 1948 w Oslo) – norweski zapaśnik walczący w stylu klasycznym. Olimpijczyk z Monachium 1972, gdzie wycofał się z turnieju po drugiej rundzie w wadze koguciej do 57 kg.
Brązowy medalista mistrzostw Europy w 1973. Siedem razy na podium mistrzostw nordyckich w latach 1969 - 1978 roku.

## Letnie Igrzyska Olimpijskie 1972
| Konkurencja                  | Walki               | Walki                   | Klas. końcowa |
| Konkurencja                  | Pierwsza runda      | Druga runda             | Miejsce       |
| ---------------------------- | ------------------- | ----------------------- | ------------- |
| styl klasyczny, waga kogucia | János Varga (HUN) P | Jørn Krogsgaard (DEN) W | druga runda   |